# Правдюк Олександр Андрійович
Олександр Андрійович Правдю́к (нар. 25 листопада 1926, Вінниця — пом. 1994) — український музикознавець, дослідник кобзарства; доктор мистецтвознавства з 1984 року.

## Біографії
Народився 25 листопада 1926 року у Вінниці. Брав участь у німецько-радянській війні. Нагороджений медалями «За перемогу над Німеччиною» (9 травня 1945), «За відвагу» (15 лютого 1968). 1954 року закінчив Львівську консерваторіяю по класу скрипки (навчався у Вадима Стеценка); 1957 року — аспірантуру Інституту мистецтвознавства, фольклористики та етнології АН УРСР. З того ж року — науковий співробітник цього інституту. У 1961 році захистив кандидатську дисертацію на тему «Ладові основи української народної музики».
Помер 22 липня 1994 році.

## Праці
- «Ладові основи української народної музики» (1961);
- «Пісні великого Кобзаря» (1964);
- «Т. Г. Шевченко і музичний фольклор України» (1966);
- «Українська музична фольклористика» (1978);
- «Міжнаціональні зв'язки в музичному фольклорі» (1982).

Автор вступних статтей та наукових коментарів до музикознавчих збірників.